# Борстел (Холштајн)
Борстел (њем. Borstel) општина је у њемачкој савезној држави Шлезвиг-Холштајн. Једно је од 95 општинских средишта округа Зегеберг. Према процјени из 2010. у општини је живјело 127 становника. Посједује регионалну шифру (AGS) 1060013.

## Географски и демографски подаци
Борстел се налази у савезној држави Шлезвиг-Холштајн у округу Зегеберг. Општина се налази на надморској висини од 13 метара. Површина општине износи 5,1 km². У самом мјесту је, према процјени из 2010. године, живјело 127 становника. Просјечна густина становништва износи 25 становника/km².